# Детликон
Детликон је општина у округу Винтертхур у кантону Цирих, Швајцарска. 

## Историја
Детликон се први пут помиње 1241. године под именом Tetelinkhoven.